# Bonnette (microphone)
Pour les articles homonymes, voir Bonnette.

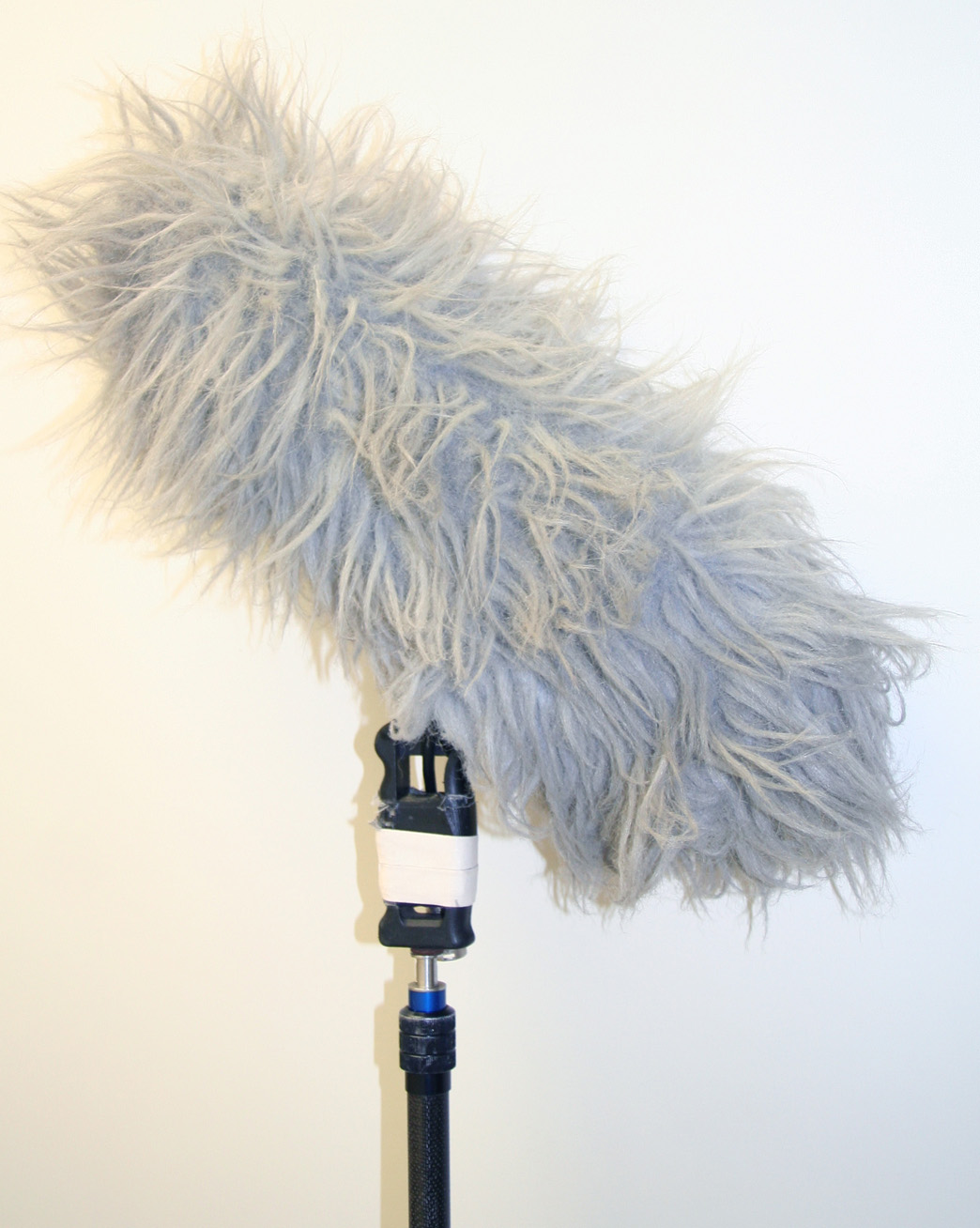
Bonnette protégeant le micro du vent.

La bonnette est un accessoire en mousse ou en nylon qui protège le microphone, en général du vent. 
Elle est utilisée principalement dans le cinéma sur des tournages en décors extérieurs.
Par extension, la bonnette protège également les écouteurs d'un casque audio.

## Bonnette de microphone

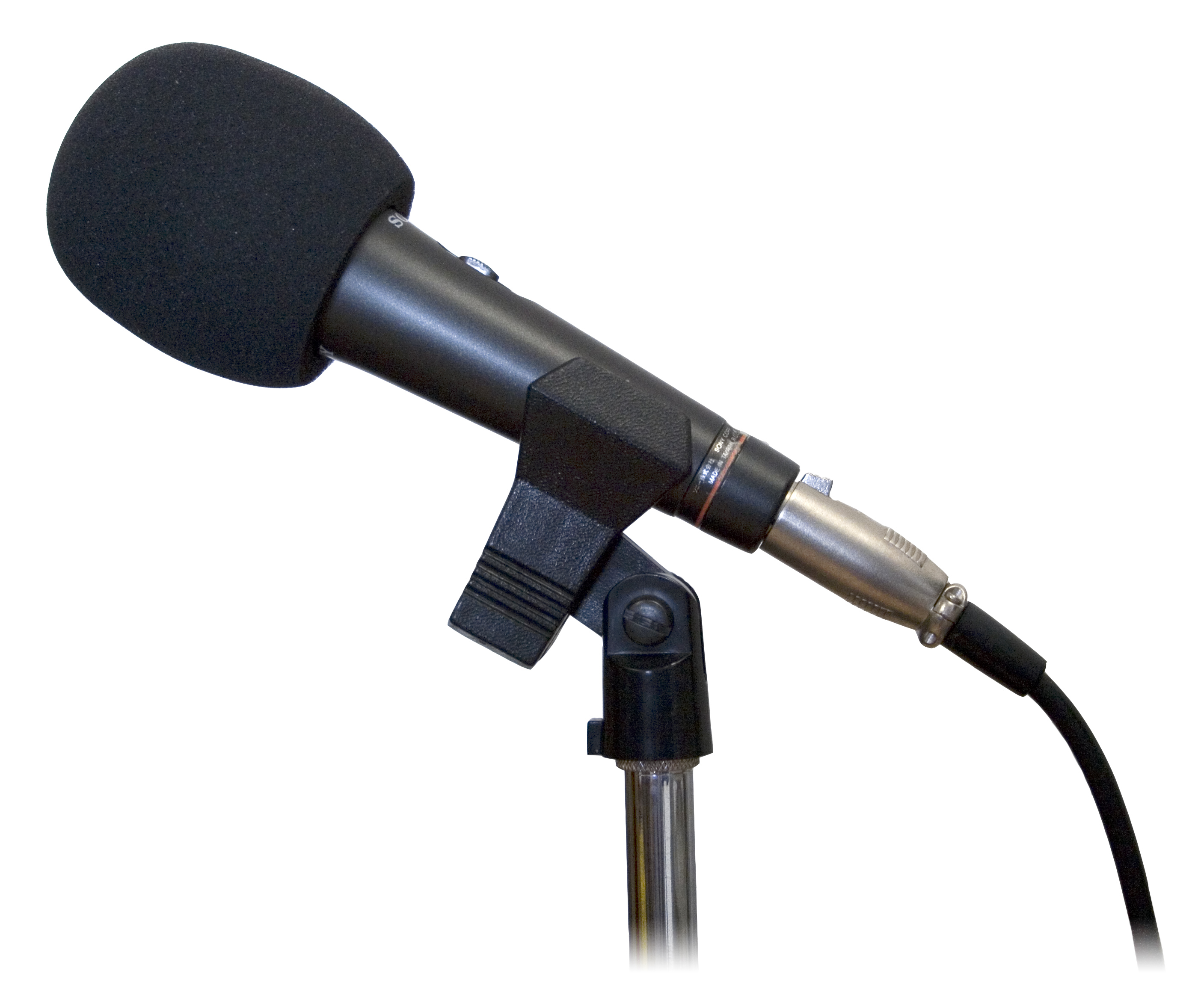
Bonnette filtre anti-pop.

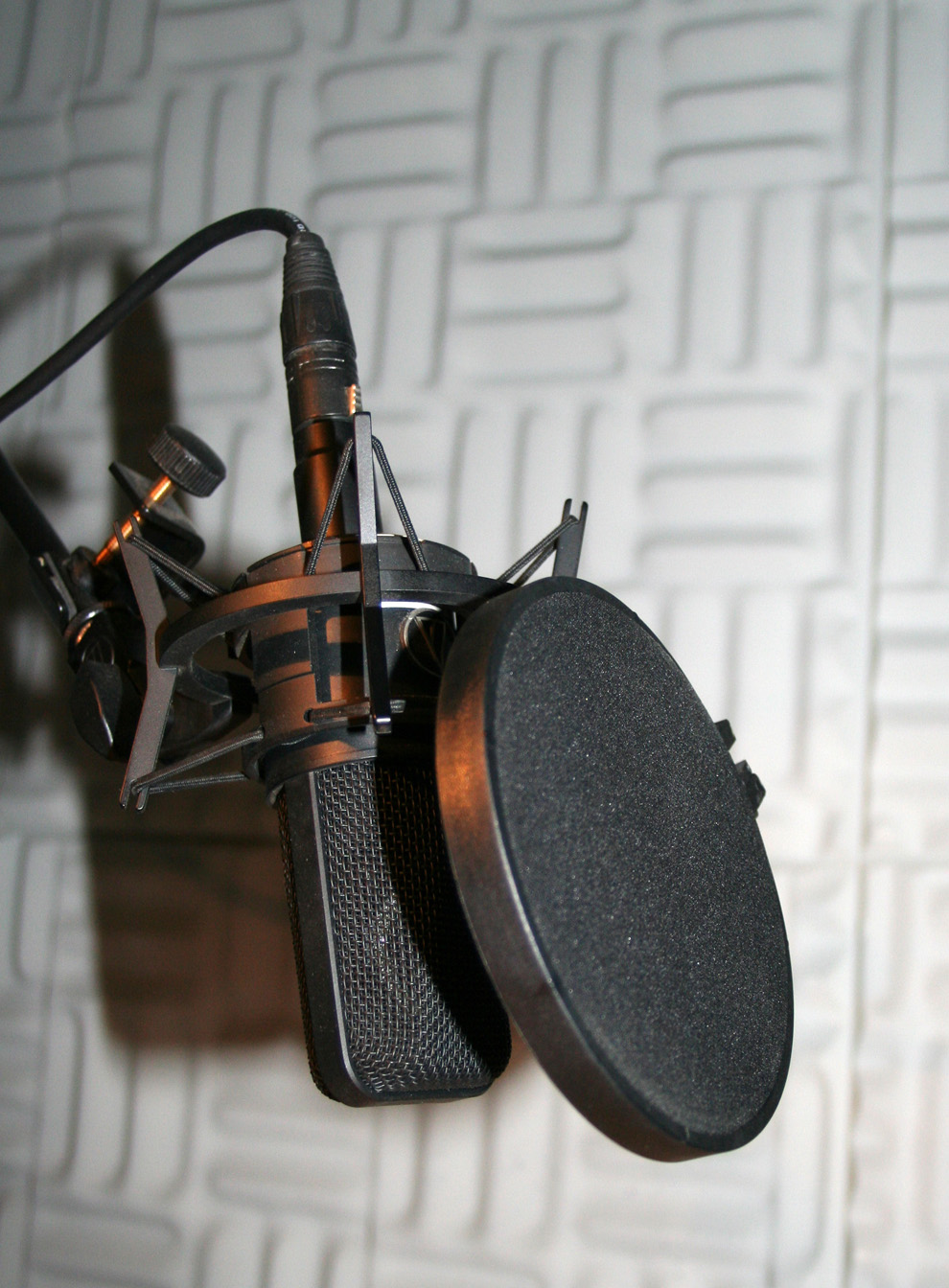
Micro de studio avec anti-pop.

Les microphones utilisés dans les studios sont souvent protégés par un filtre « anti-pop » supprimant les consonnes occlusives. Il permet d'éliminer les déplacements d'air excessifs des consonnes que l'on prononce en fermant la bouche puis en l'ouvrant brusquement, telles que « p » et « b ». Elles provoquent généralement un déplacement d'air qui frappe la capsule du micro provoquant ce qu'on appelle un « pop », bruit bref et désagréable pour l'auditeur.
Une grosse bonnette à fourrure synthétique est surnommée dead cat (chat mort) en anglais.
Sur scène, la bonnette sert à éviter les bruits produits par le vent lors d’évènements en extérieur, et éventuellement à protéger le microphone des postillons.
Au studio d'enregistrement, la bonnette et le filtre anti-pop servent à atténuer les bruits de souffle, notamment sur les consonnes occlusives ; les microphones de studio étant généralement très sensibles aux déplacements d'air, contrairement à ceux qui sont habituellement utilisés sur scène.

## Bonnette de casque audio

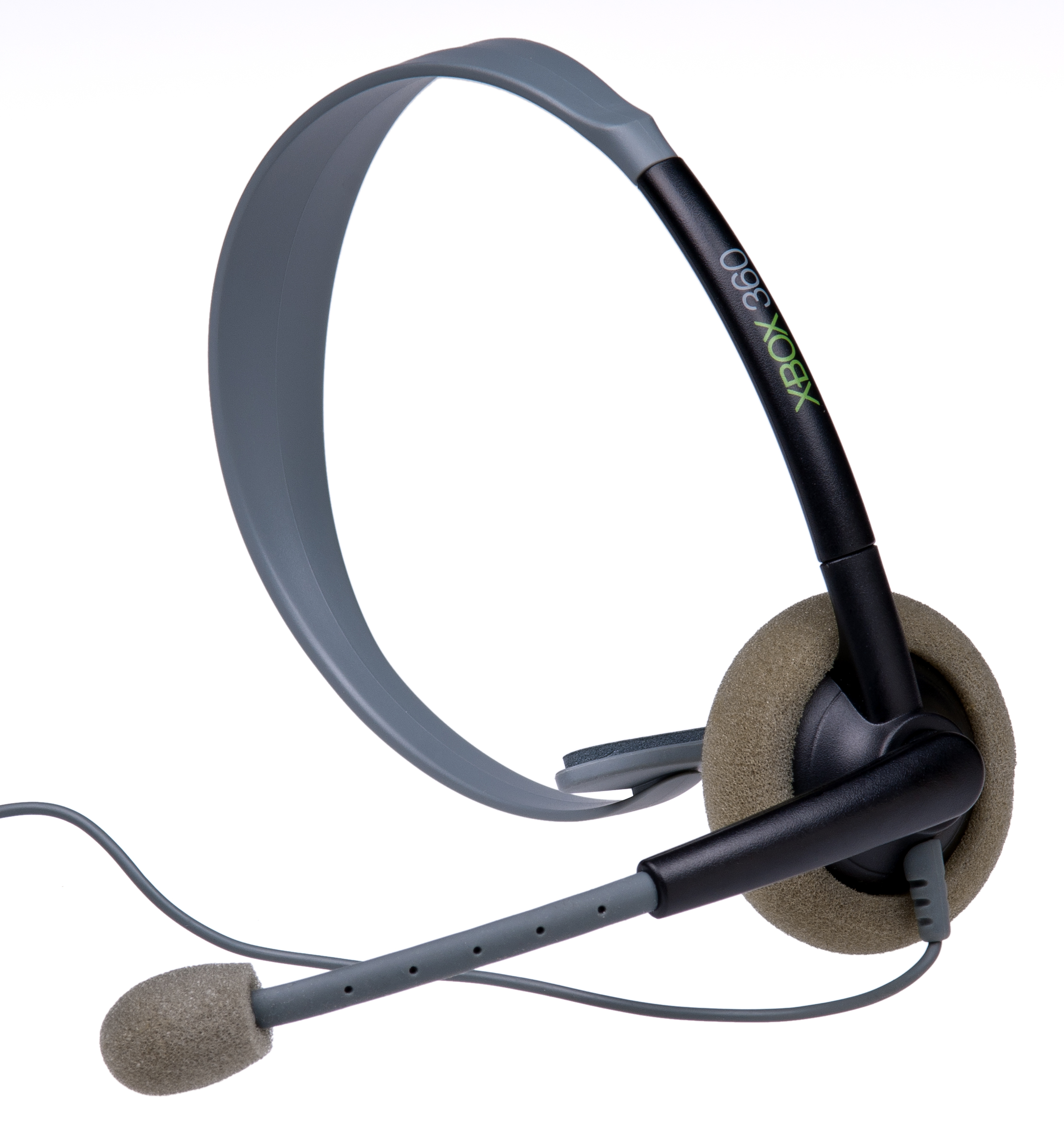
Casque à un seul écouteur.

Il existe des bonnettes jetables qui protègent les micros et les écouteurs des casques. Ces bonnettes jetables servent à protéger les microphones et les écouteurs entre deux utilisateurs contre les virus, bactéries et parasites. Pour le micro du casque, il sert à éviter les bruits parasites comme le vent. 